# Voltaire (stanice metra v Paříži)
Voltaire je nepřestupní stanice pařížského metra na lince 9 v 11. obvodu v Paříži. Nachází se pod náměstím Place Léon Blume, které kříží Boulevard Voltaire, pod kterým vede linka metra.

## Historie
Stanice byla otevřena 10. prosince 1933 při prodloužení linky do stanice Porte de Montreuil.

## Název
Stanice nese jméno francouzského filozofa Voltaira (1694–1778), po němž je pojmenován Boulevard Voltaire a dříve také zdejší náměstí. Náměstí však bylo přejmenováno v roce 1957 na Place Léon Blume a proto je oficiální název stanice na informačních tabulích doplněn ještě pod názvem psaným malým písmem: Léon Blume. Léon Blume (1872–1950) byl francouzský politik.

## Vstupy
Stanice má dvě schodiště na Boulevardu Voltaire a jeden výstupní eskalátor na náměstí Place Léon Blume.